# K.u.k. Husarenregiment (Vacant) Nr. 12

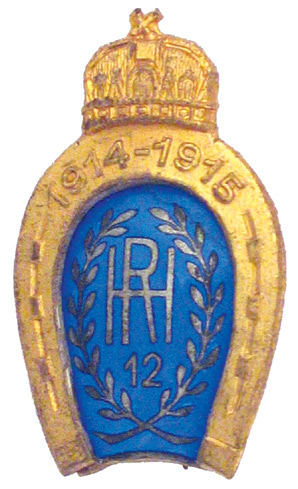
Wappen des K.u.K. Palatin Husaren Regiment Nr. 12. im 1915

Das Husarenregiment (Vacant) Nr. 12 war als Österreichisch-Habsburgischer Kavallerieverband aufgestellt worden. Die Einheit existierte danach in der k.k. bzw. Gemeinsamen Armee innerhalb der Österreichisch-Ungarischen Landstreitkräfte bis zum Kriegsende 1918.

## Status und Verbandszugehörigkeit 1914

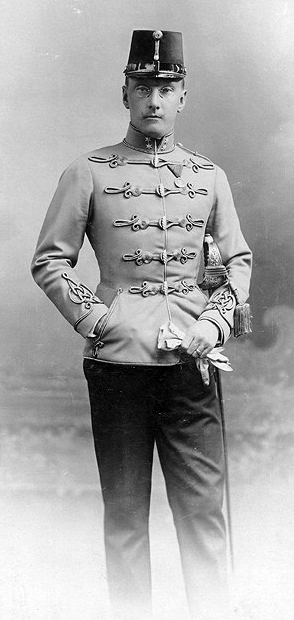
Oberleutnant Hermann Fenz vom HR 12

VI. Korps – 1. Kavallerie-Truppendivision – 7. Kavalleriebrigade
Nationalitäten: 96 % Magyaren – 4 % Sonstige
Uniform: Attila in Lichtblau, Tschakobezug weiß, Oliven weiß
Kommandant: Oberst Rudolf Strobl Edler von Ravelsberg
Regimentssprache: ungarisch

## Errichtung
- 1800 wurde es als ein Teil der ungarischen Insurrektion in den Jazygier-, Kumanier- und Heiducken-Distrikten in Stärke von drei Divisionen aufgestellt und noch im gleichen Jahr in ein reguläres Husarenregiment umgewandelt.
- Das Regiment führte ursprünglich den Namen "Palatinal-Husaren", da der jeweilige Palatin von Ungarn als Regimentsinhaber vorgesehen war.
- 1801 wurde es auf vier Divisionen erweitert
- 1802 erhielt das Regiment die Husaren-Stammlistennummer 12 zugewiesen (Von 1798 bis zu seiner Auflösung 1801 hatte das Kroatisch-Slawonische Husarenregiment diese Nummer geführt).
- 1849 Nach der Teilnahme an der ungarischen Revolte wurde das Regiment in Klattau in Böhmen teilweise reorganisiert und führt seit 1850 zusätzlich den Namen des jeweiligen Inhabers
- 1860 wurde aus der aufzulösenden 4. Division eine Eskadron formiert und an das Freiwilligen-Husarenregiment Nr. 1 abgegeben

### Ergänzungen
Die Ergänzungen erfolgten ursprünglich aus den Jazygo-kumanischen Distrikten
- 1857–60 Ofen und Erlau
- 1860–67 Ofen
- 1867–83 Erlau
- 1883–89 Kaschau, Erlau, Presov. Danach aus dem Bereich des VI. Korps (Kaschau)

## Friedensgarnisonen
| I. | II. | III. |
| --- | --- | --- |
| - 1800 Szent Márton (Raaber Komitat), dann Bruck an der Leitha - 1801 St. Georgen (Pressburg) - 1802 Nagy-Tapolcsán - 1804–05 Neutra - 1806 Nagy-Tapolcsán - 1807 Rzeszów - 1808–09 Zolkiew und Rohatyn - 1809 Rzeszów - 1810 Stanislau, dann Kecskemét, dann Nagy-Körös - 1811 Wien - 1812–13 Rohatyn - 1814–15 Kecskemét | - 1815 Gyöngyös - 1821 Lodi (Lombardei) - 1822 Alessandria, dann Lodi - 1823 Voghera, dann Cremona - 1824 Gyöngyös - 1833 Wien - 1835 Wels - 1843 Klattau - 1846–48 Saaz - 1849 Klattau - 1849 Cremona | - 1851 Brescia - 1852 Padua - 1859 Verona - 1860 Padua - 1861 Pordenone - 1862 Austerlitz - 1863 Wessely - 1865–66 Auspitz - 1866 Rzeszów - 1874 Wien - 1877 Gyöngyös - 1895 Lemberg - 1914 Stab, II. Div: Arad – I. Div: Nagykikinda |

## Regimentsinhaber
- 1800 Erzherzog Joseph Anton Palatin von Ungarn
- 1847 Erzherzog Stephan Palatin von Ungarn
- 1849–50 unbesetzt
- 1850 Feldmarschalleutnant Franz Graf Haller von Hallerkeö
- 1875 Feldmarschalleutnant Ignaz Freiherr von Fratricsevics
- 1888 Albert Eduard, Prince of Wales
- 1910 ohne Inhaber

## Gefechtskalender
Koalitionskriege
- 1805 Zwei Divisionen kämpften im Gefecht bei Günzburg. In der Schlacht von Ulm konnte das Regiment der Kapitulation entgehen. Gefecht bei Neresheim gegen Teile der Armee Murats. Rückzug nach Böhmen. Eine Division geriet bei der Kapitulation von Memmingen in Kriegsgefangenschaft. Ein Detachement des Regiments kam zunächst zum Korps Jellacicz und nahm dann mit dem  Korps Rohan am Feldzug durch Tirol teil
- 1809 im VII. Korps des Erzherzog Ferdinand Teilnahme am Feldzug in Polen. Kämpfe bei Raszyn, Jedlinsko, Gorzyce und Zarnowice

Befreiungskriege
- 1813  im Korps Klenau an den Kämpfen bei Dresden beteiligt. Drei Eskadronen kämpften im Korps des russischen General-Lieutenants Thielemann bei Windischj-Laupa, Altenburg und Chemnitz. Später kämpfte das ganze Regiment bei Penig, Liebertwolkwitz und der Völkerschlacht bei Leipzig
- 1814 vier Eskadronen zur leichten Division Liechtenstein abgestellt

Herrschaft der Hundert Tage
- 1815 Patrouillen- und Sicherungsdienste am Oberrhein und in Frankreich

Risorgimento
- 1821 Teilnahme an der Unterdrückung des Aufstandes im Piemont

Revolution von 1848/49 im Kaisertum Österreich
- 1848 Die Einheit wurde zunächst zur Unterdrückung von Unruhen in Prag eingesetzt. Danach folgten Teile des in Böhmen stationierten Regiments dem Aufruf der ungarischen Sezessionsregierung und desertierten nach Ungarn, um dort an der Revolte teilzunehmen und gegen die kaiserlichen und russischen Truppen zu kämpfen. Noch im Frühjahr 1849 auf dem Marsch nach Italien desertierte eine ganze Abteilung, die jedoch nur bis zur Steiermark kam und dort eingefangen wurde.

Sardinischer Krieg
- 1859 Abteilungen im Gefecht bei Voghera, Montebello, Varese und Castenedolo. Das ganze Regiment kämpfte in der Schlacht bei Solferino

Deutscher Krieg
- 1866 Fünf Eskadronen waren zur Nordarmee abgestellt und kämpften in der Schlacht bei Königgrätz und später bei Roketnitz

Erster Weltkrieg
Im Ersten Weltkrieg sahen sich die Husaren den unterschiedlichsten Verwendungen ausgesetzt. Sie kämpften zunächst kavalleristisch, (ob im Regimentsverband oder als Divisionskavallerie ist zum gegenwärtigen Zeitpunkt nicht bekannt) wurden aber auch auf allen Kriegsschauplätzen infanteristisch verwendet.

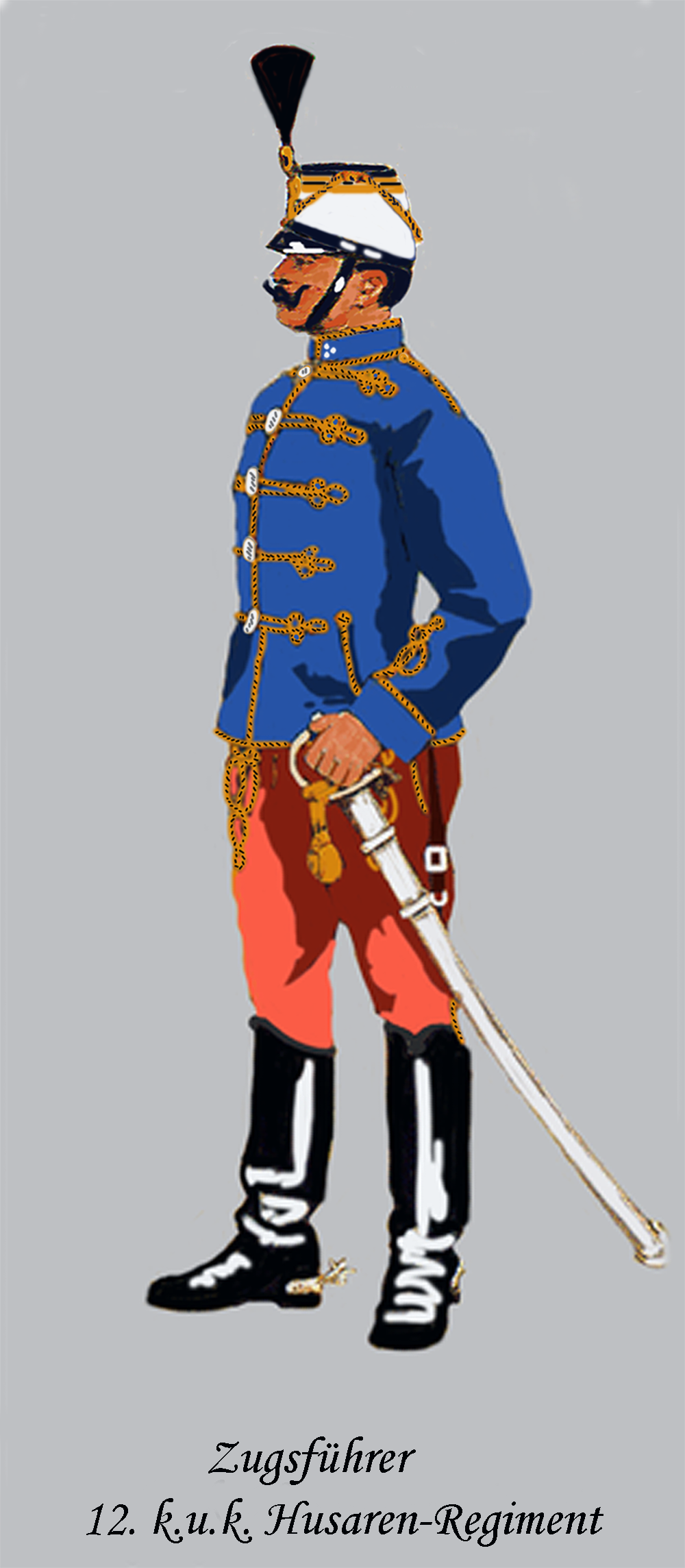
Uniform bis 1916

## Verbleib
Nach der Proklamation Ungarns als eigenständiger Staat im Oktober 1918 wurden die ungarischstämmigen Soldaten von der Übergangsregierung aufgerufen, die Kampfhandlungen einzustellen und nach Hause zurückzukehren. In der Regel wurde dieser Aufforderung Folge geleistet. Somit war der Verband seinem bisherigen Oberkommando, dem k.u.k. Kriegsministerium entzogen und konnte von diesem nicht demobilisiert und allenfalls theoretisch aufgelöst werden. Ob, wann und wo eine solche Auflösung stattgefunden hat, ist gegenwärtig nicht bekannt.

## Gliederung
Ein Regiment bestand in der Österreichisch-Ungarischen Kavallerie in der Regel ursprünglich aus drei bis vier (in der Ausnahme auch mehr) Divisionen. (Mit Division wurde hier ein Verband in Bataillonsstärke bezeichnet. Die richtige Division wurde Infanterie- oder Kavallerie-Truppendivision genannt.) Jede Division bestand aus drei Eskadronen. Die Anzahl der Reiter in den einzelnen Teileinheiten schwankte, lag jedoch normalerweise bei etwa 160 Reitern je Eskadron.
Die einzelnen Divisionen wurden nach ihren formalen Führern benannt:
- die 1. Division war die Oberst-Division
- die 2. Division war die Oberstlieutenant (Oberstleutnant)-Division
- die 3. Division war die Majors-Division
- die 4. Division war die 2. Majors-Division

Im Zuge der Heeresreform wurden die Kavallerie-Regimenter ab 1860 auf zwei Divisionen reduziert.

### Bezeichnung
Nach 1798 galt für die Regimenter vorrangig die nummerierte Bezeichnung, die unter Umständen mit dem Namen des Inhabers verbunden werden konnte, was in der Regel auch durchgeführt wurde. Alle Ehrennamen der Regimenter wurden jedoch im Jahre 1915 ersatzlos gestrichen.
- siehe: k.u.k. Husaren